# Konrad Peutinger

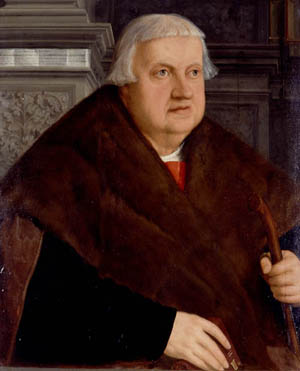
Porträt Konrad Peutingers von Christoph Amberger

Konrad Peutinger (* 14. Oktober 1465 in Augsburg; † 28. Dezember 1547 ebenda) war ein Jurist, Humanist und Antiquar. Als Augsburger Stadtschreiber war er einer der wichtigsten Politiker der Reichsstadt in der Reformationszeit. Er war Berater von Kaiser Maximilian I. und dessen Nachfolger Kaiser Karl V.

## Leben

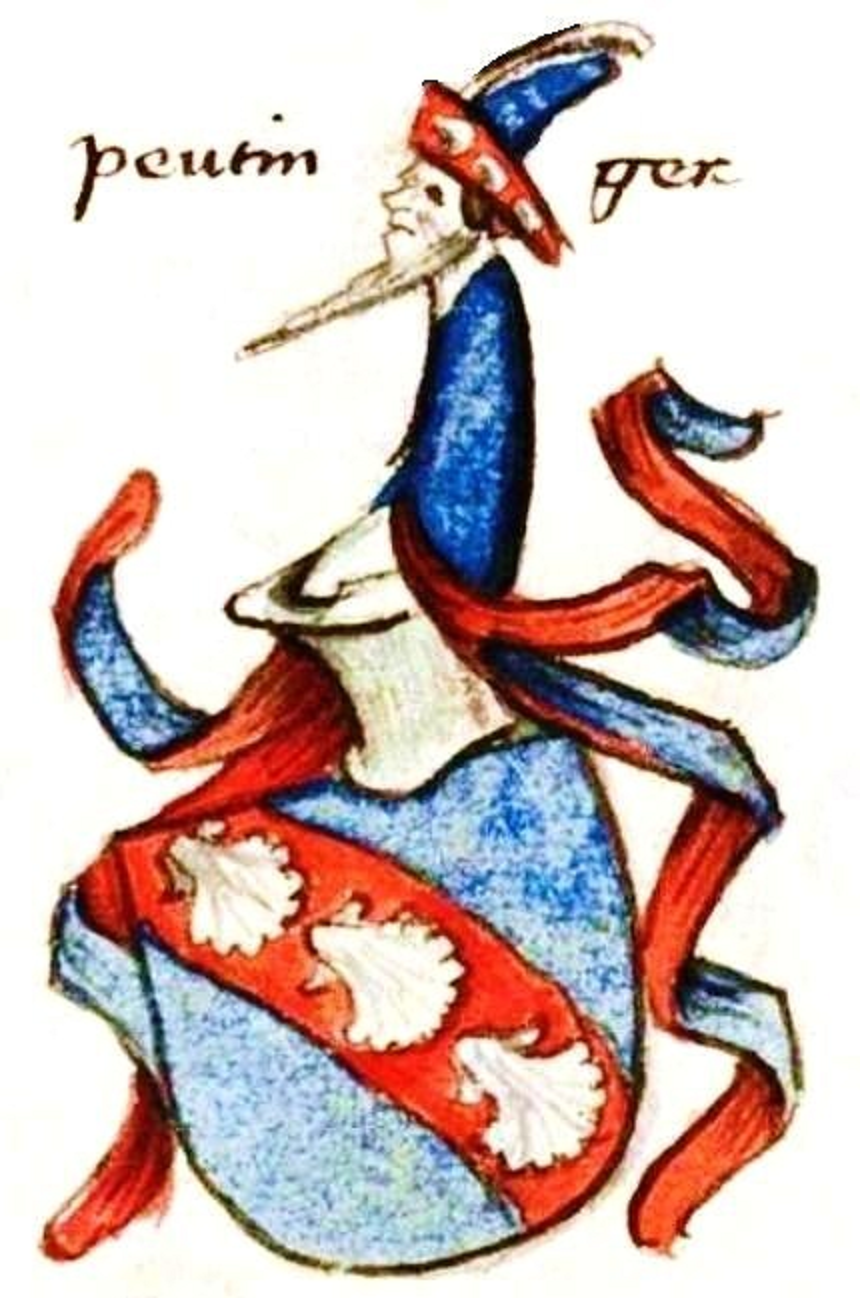
Wappen der Peutinger in der Augsburger Chronik, 1457–1487

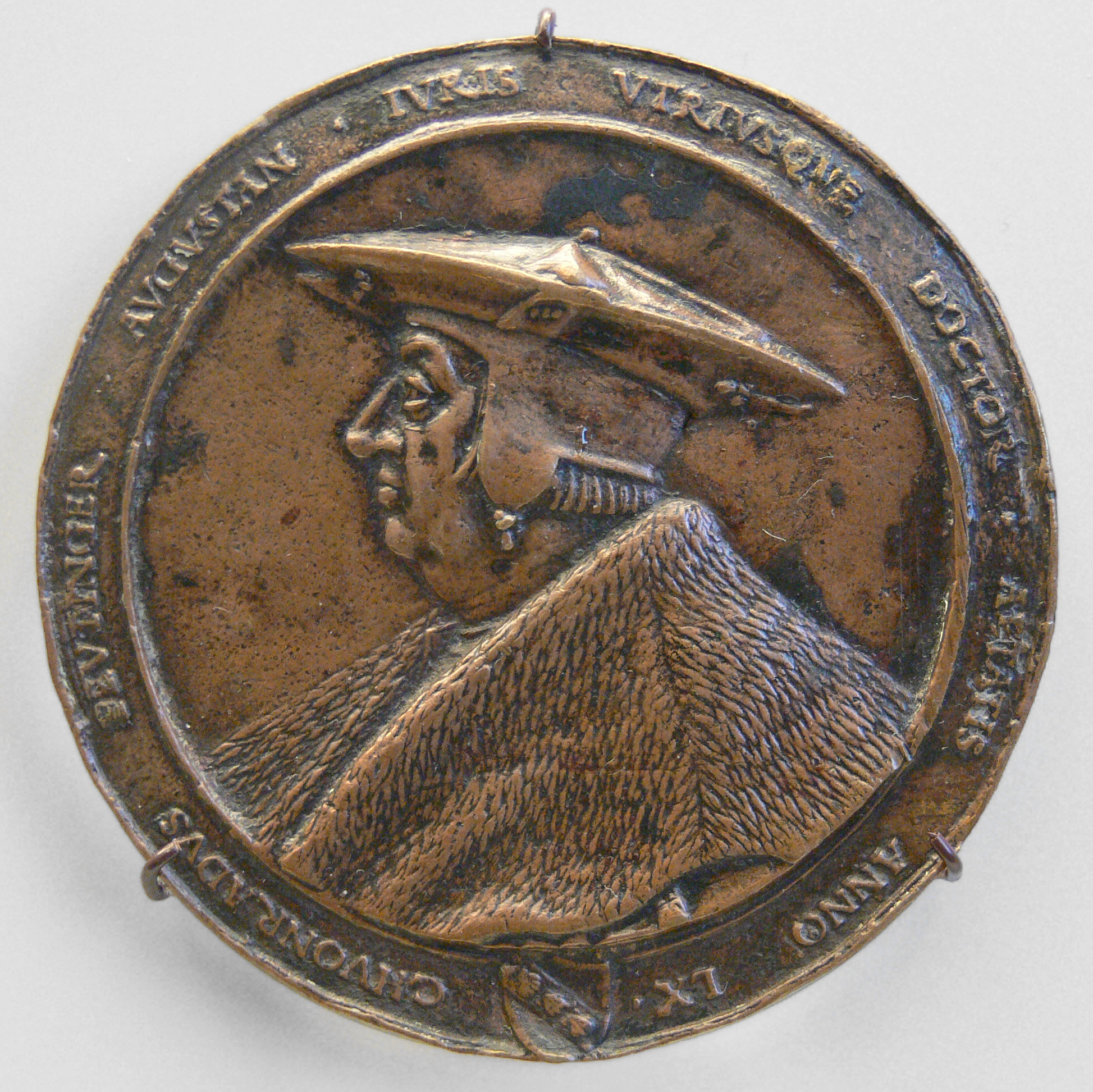
Friedrich Hagenauer: Bildnis Konrad Peutinger, Bronze, 1527 (Bode-Museum, Berlin)

Peutinger stammte aus einer angesehenen Kaufmannsfamilie der Reichsstadt Augsburg. Er schlug nach dem Studium an der Universität Bologna und der Universität Padua, wo er zum Doktor beider Rechte promovierte, eine Laufbahn als Jurist ein. Dabei lernte er die Bewegung des Renaissance-Humanismus intensiver kennen, die ihn lebenslang begleiten sollte. 1493 wurde er zum Syndikus in seiner Vaterstadt Augsburg erwählt. Als Abgeordneter derselben wohnte er mehreren Reichstagen bei und wurde von Maximilian I. zum kaiserlichen Rat ernannt. Peutinger war von 1497 bis 1534 zudem Stadtschreiber in Augsburg, wo er 1515 ein noch erhaltenes Anwesen erwarb, das sogenannte Peutingerhaus. Auch wenn die Verbindungen zu Maximilians Nachfolger Karl V. lockerer waren, konnte Peutinger seine Position in Augsburg wie auf überregionaler Ebene zunächst noch behaupten. Erst 1534, als nach dem Scheitern seiner Politik, die auf einen Ausgleich zwischen den streitenden Religionsparteien zielte, die Reformation in Augsburg eingeführt wurde, trat er von seinem Amt als Stadtschreiber zurück. Er starb am 28. Dezember 1547 in Augsburg. Zuvor wurde er von Kaiser Karl V. in den erblichen Adelsstand erhoben.
Neben der Pflege der Kontakte zu anderen humanistischen Gelehrten wie z. B. Erasmus von Rotterdam erhielt sich Peutinger die Verbindungen nach Italien, um sich weiterhin zahlreiche neue Bücher juristischen oder humanistischen, das heißt auch altsprachlich-philologischen Inhaltes, kommen zu lassen. Peutinger interessierte sich aber nicht nur für Bücher aus Italien, er hatte auch Kontakte zu Druckern in seiner Heimatstadt Augsburg, in Basel und in Straßburg. Über die Straßburger dürfte er auch mit dem Humanisten Jacob Sturm im Kontakt gestanden haben. Im Laufe der Jahre sammelte Peutinger dadurch eine überaus beachtliche Bibliothek an. Zu seinen Freunden gehörte auch der Nürnberger Kaufherr und Humanist Willibald Pirckheimer, der wiederum mit dem bekannten Maler Albrecht Dürer befreundet war. Das Zusammentragen einer für damalige Verhältnisse außergewöhnlich großen Bibliothek entspricht dieser Geisteshaltung.
Peutinger war auf dem Reichstag zu Worms im Jahr 1521 während der Verhandlung der „Causa Lutheri“ anwesend. Sein Bericht über diese Verhandlung für den Augsburger Rat ist erhalten geblieben und für den tatsächlichen Verlauf der Verhandlung, in der Martin Luther die Leugnung seiner Schriften ablehnte, eine wichtige Quelle. Dieser Bericht liegt u. a. durch den Kirchenhistoriker Theodor von Kolde in seinen „Analecta Lutherana“ ediert vor.
Als auf dem Reichstag zu Augsburg des Jahres 1530 den Nürnberger Kaufleuten und den Fuggern Zinswucher und Monopolmissbrauch vorgeworfen wurde, trat der Jurist Konrad Peutinger als Verteidiger der Kaufleute auf. Er sprach sich gegen Eingriffe des Staates in die Preisbildung aus und wies die Verantwortung der Großkaufleute für die Preisanstiege im Reich zurück. Dabei argumentierte er mit dem Recht auf freies Unternehmertum und betonte, dass die ökonomische Verfolgung des Eigennutz (propria utilitas) die Wirtschaft insgesamt ankurbelt und somit auch zu einem gesteigerten Allgemeinwohl (commoditas publica) führt. Damit nahm er eine Argumentationslinie ein, die später die Grundlage des Kapitalismus und der freien Marktwirtschaft werden sollte. Dennoch wurde vom Reichstag ein Monopolverbot beschlossen, das jedoch gegenüber den Fuggern und Welsern, auf Grund ihrer Bedeutung für Kaiser Karl V. nie exekutiert wurde.
Besondere Bedeutung für die Entwicklung der historischen Wissenschaften erlangten seine Sammlungen antiker Überreste und seine Schriften zur Erforschung der römischen Antike seiner Heimatregion. Eine von Peutinger begründete Sammlung römischer Steindenkmäler wurde zum Grundstock des Römischen Museums Augsburg. Noch heute sind Teile seiner Sammlung römischer Steindenkmäler in seinem Augsburger Wohnhaus, dem sogenannten Peutingerhaus, zu sehen.
Überragende Bedeutung besitzen weiterhin sein Werk Inscriptiones Romanae (Augsburg 1520) und die nach ihm benannte Tabula Peutingeriana, eine spätantike Straßenkarte des Römischen Reiches, die sich später als eine der wichtigsten Quellen aus dieser Zeit herausgestellt hat. Peutinger hatte die Karte 1507 von Conrad Celtis aus Wien erhalten und daraufhin eine Veröffentlichung vorbereitet, die jedoch erst nach seinem Tode zustande kam. Daneben stammt von ihm die erste Edition der Historia Gothorum des Jordanes und der Historia Langobardorum des Paulus Diaconus.
In seiner Heimatstadt Augsburg erinnern bis heute das Peutinger-Gymnasium und die Peutingerstraße (an der sich das Peutingerhaus befindet) an ihn.

## Familie und Nachkommen

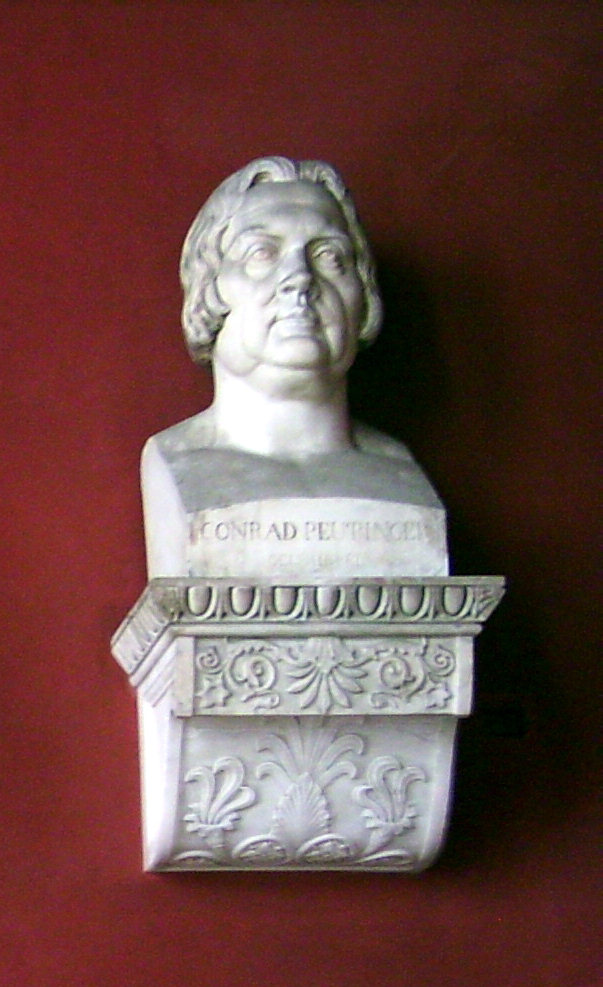
Postume Porträtbüste Peutingers in der Ruhmeshalle, München

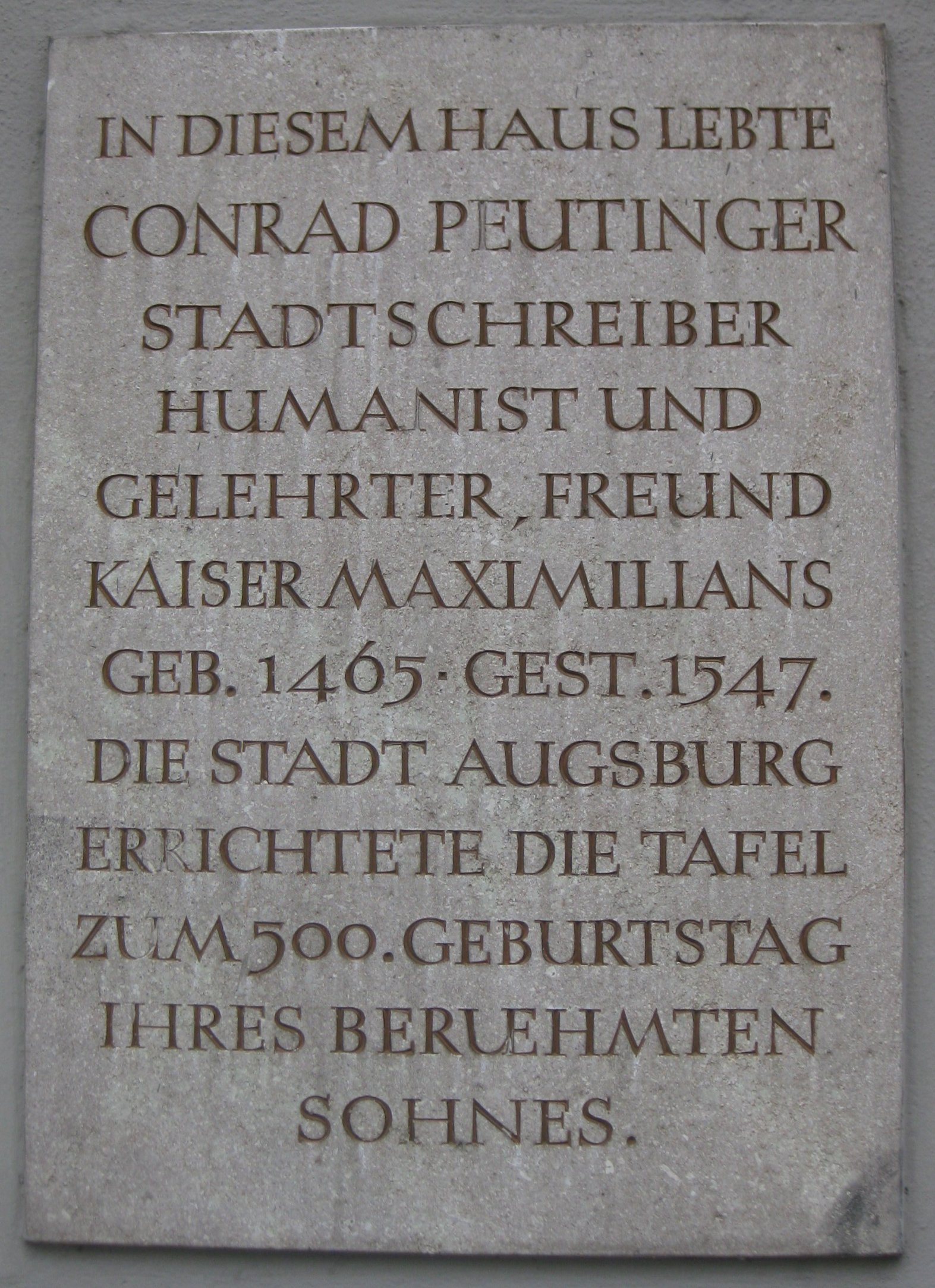
Gedenktafel an Peutingers Wohnhaus in Augsburg (heute Peutingerstraße 11)

Peutinger heiratete am 27. Dezember 1499 Margarete Welser, die ein beträchtliches Vermögen aus der Familie der Welser in die Ehe einbrachte und ihn um fünf Jahre überleben sollte. Aus der Ehe gingen mindestens acht Kinder hervor.
- Juliana Peutinger (1500–1506), hielt als hochbegabtes „Wunderkind“ 1504 eine lateinische Rede vor Kaiser Maximilian I.
- Constantia Peutinger (1503–1546)
- Claudius Pius Peutinger (28. Oktober 1509–1552)
- Christoph Peutinger (1511–11. April 1576)
- Chrisostomus Peutinger (1512–1577)
- Johann Chrisostomus Peutinger (1513; Todesdatum unbekannt)
- Carl Peutinger (1515–1564)
- Conrad Pius Peutinger (1520–1613)